# Laura Allen
Laura Allen (Portland, Oregón; 21 de marzo de 1974) es una actriz estadounidense. Es conocida por sus papeles en la telenovela All My Children, donde interpreta a Laura Kirk-English DuPres, y en la serie The 4400, donde interpreta a Lily Tyler. 
Creció en Bainbridge Island, Washington, y es la mediana de tres hermanas, Jennifer (la mayor) y Lindsay (la menor). Acudió al Wellesley College y se graduó en 1996. Trabajó en el New York City Police Department (NYPD) como consejera de violencia doméstica antes de actuar. En 2006, Allen fue una estrella invitada en House M.D. en el episodio "All In", como Sarah, la madre de un niño enfermo de 6 años. También fue estrella invitada en el episodio de la segunda temporada de Mentes Criminales "Open Season" como víctima de dos asesinos en serie y en el estreno de la temporada 2007 de Ley y Orden: SVU. Interpretó a Julia Mallory en la primera temporada de la serie dramática de FX Dirt. Su personaje era una heroinómana de Hollywood.
Se casó con Bruce Weyman en el Relais Palazzo del Capitano en Pienza, Italia, el 23 de septiembre de 2006, con el que tiene dos hijos.

## Filmografía

### Cine
- A Tale of Two (2003) - Limo Girl
- Mona Lisa Smile (2003) - Susan Delacorte
- How You Look to Me (2005) - Jane Carol Webb
- From Within (2008) - Trish
- The Collective (2008) - Clare
- Old Dogs (2008) - Kelly
- Cherry (2010) - Linda
- Hysteria (2010) - Erin
- Red Car (2013) - Marilyn
- Clown (2014) - Meg McCoy
- Nanny Cam (2014) - Linda Kessler
- The Tale (2018) - Young Nettie
- Unspeakable (2018) - Marie Deguire

### Televisión
- The $treet (1 episodio, 2000) - Jennifer
- All My Children (4 episodios, 2000-2002) - Laura Kirk English du Pres
- Cold Case (1 episodio, 2004) - Vanessa Prosser
- North Shore (1 episodio, 2004) - Monique
- Sucker Free City (2004) - Samantha Wade
- The 4400 (18 episodios, 2004-2007) - Lily Moore Tyler
- House (1 episodio, 2006) - Sarah
- Criminal Minds (1 episodio, 2007) - Bobbi Baird
- Law & Order: Special Victims Unit (1 episodio, 2007) - Cass Magnall
- Dirt (14 episodios, 2007-2008) - Julia Mallory
- Grey's Anatomy (1 episodio, 2009) - Beth Whitman
- CSI: Miami (1 episodio, 2009) - Sondra Moore
- Terriers (1 episodio, 2010) - Katie Nichols
- Awake (13 episodios, 2012) - Hannah Britten
- Secret Lives of Husbands and Wives (Película para TV, 2013) - Alison Dunn
- Ravenswood (2013-2014) - Rochelle Matheson
- NCIS: New Orleans (1 episodio, 2014) - Katherine Wilson
- Suits (3 episodios, 2015; 2019) - Annabelle Specter
- Most Wanted (2016) - Olivia
- Criminal Minds: Beyond Borders (1 episodio, 2016) - Emily Wagner
- American Horror Story: Cult (2 episodios, 2017) - Rosie
- Wisdom of the Crowd (1 episodio, 2017) - Shelly Walsh
- Hap and Leonard (3ª temporada, 2018) - Oficial Reynolds
- Truth Be Told (4 episodios, 2019) - Alana Cave